# Lijst van voetbalinterlands Amerikaanse Maagdeneilanden - Guyana
Deze lijst van voetbalinterlands is een overzicht van alle officiële voetbalwedstrijden tussen de nationale teams van de Amerikaanse Maagdeneilanden en Guyana. De landen speelden tot op heden een keer tegen elkaar: een kwalificatiewedstrijd voor de Caribbean Cup 2017 op 4 juni 2016 in Charlotte Amalie.

## Wedstrijden
| № | Plaats           | Datum       | Competitie                      | Wedstrijd                            | Uitslag |
| - | ---------------- | ----------- | ------------------------------- | ------------------------------------ | ------- |
| 1 | Charlotte Amalie | 4 juni 2016 | Caribbean Cup 2017 kwalificatie | Amerikaanse Maagdeneilanden – Guyana | 0 – 7   |

## Samenvatting
| Competitie                 | Totaal gespeeld | Winst Am. Maagdeneil. | Gelijk | Winst Guyana | Doelsaldo Am. Maagdeneil. – Guyana |
| -------------------------- | --------------- | --------------------- | ------ | ------------ | ---------------------------------- |
| Caribbean Cup-kwalificatie | 1               | 0                     | 0      | 1            | 0 − 7                              |
| Totaal                     | 1               | 0                     | 0      | 1            | 0 − 7                              |

Wedstrijden bepaald door strafschoppen worden, in lijn met de FIFA, als een gelijkspel gerekend.
USVI Soccer Federation · 
Vrouwenelftal van de Amerikaanse Maagdeneilanden
Interlands
Tegenstander:
Anguilla ·
Antigua en Barbuda ·
Aruba ·
Bahama's ·
Barbados ·
Bermuda ·
Britse Maagdeneilanden ·
Canada ·
Curaçao ·
Dominica ·
Dominicaanse Republiek ·
El Salvador ·
Grenada ·
Guyana ·
Haïti ·
Jamaica ·
Kaaimaneilanden ·
Montserrat ·
Saint Kitts en Nevis ·
Saint Lucia ·
Saint Vincent en de Grenadines ·
Turks- Caicoseilanden
GFF · A-internationals · Olympisch elftal · Guyaans vrouwenelftal
Amerikaanse Maagdeneilanden ·
Anguilla ·
Antigua en Barbuda ·
Aruba ·
Bahama's ·
Barbados ·
Belize ·
Bermuda ·
Bolivia ·
Cambodja ·
Costa Rica ·
Cuba ·
Dominica ·
Dominicaanse Republiek ·
El Salvador ·
Ethiopië · 
Grenada ·
Guatemala ·
Haïti ·
India ·
Indonesië ·
Jamaica ·
Kaaimaneilanden ·
Kaapverdië ·
Mexico ·
Montserrat ·
Nederlandse Antillen ·
Panama ·
Puerto Rico ·
Saint Kitts en Nevis ·
Saint Lucia ·
Saint Vincent en de Grenadines ·
Suriname ·
Trinidad en Tobago ·
Turks- en Caicoseilanden ·
Verenigde Staten